# Druckplattenbebilderung
Die Druckplattenbebilderung bedeutet in der Reproduktionstechnik, dass mittels thermischer Einwirkung auf eine Druckplatte die druckenden Bildstellen aus dem Datenbestand (CtP) oder vom Film (CtF) auf die Druckform übertragen werden. Die modernste Technologie ist die Bebilderung direkt in der Druckmaschine (Computer to plate on press). Je nach Plattentyp kann die Bebilderung mittels UV-Bestrahlung oder durch Laserbestrahlung geschehen. Halbtonbilder müssen vor der Bebilderung gerastert werden.
Der Ausdruck stammt daher, dass die Bebilderung ursprünglich im Unterschied zum Bleisatz über fotografische Prozesse erfolgte. Seit dem Fotosatz werden auch die Textelemente in die Bebilderung mit einbezogen.